# Ryan Bowen
Ryan Cleo Bowen (ur. 20 listopada 1975 w Fort Madison) – amerykański koszykarz, grający na pozycji silnego skrzydłowego. Obecnie jest asystentem trenera w Denver Nuggets.

## Kariera zawodnicza
Bowen grał w uczelnianej drużynie Iowa Hawkeyes. Podczas czwartego sezonu gry na parkietach akademickich zdobywał średnio 14,4 punktu, 8,7 zbiórki i 2,5 asysty na mecz. Został wybrany w drugiej rundzie draftu 1998 przez Denver Nuggets. Jednak dopiero po roku podpisał kontrakt z Nuggets, grając jeszcze w drużynie ligi tureckiej, Oyak Renault. Grał tam przez 5 lat, później, jako wolny agent podpisał kontrakt z Houston Rockets. Po dwóch sezonach, przed startem rozgrywek 2006/07, został zwolniony przez Rockets. 
W styczniu 2007 roku podpisał dwumiesięczny kontrakt opcją przedłużenia go do końca sezonu z hiszpańskim klubem TAU Cerámica. Z powodu kontuzji nie zagrał w tym klubie ani jednego meczu. W marcu 2007 podpisał kontrakt z izraelską drużyną Ironi Naharia, gdzie dokończył sezon. 
Przed sezonem 2007/08 powrócił do NBA, podpisując kontrakt z New Orleans Hornets. Po dwóch latach gry w barwach Hornets, przed sezonem 2009/10 podpisał niegwarantowany kontrakt z Oklahoma City Thunder, który został przedłużony po obozie przygotowawczym. 25 listopada 2009, po rozegraniu jednego meczu, został zwolniony przez Thunder.

## Kariera trenerska
Po zakończeniu kariery zawodniczej, w 2010, Bowen został zatrudniony przez University of Iowa jako analityk wideo. Po ponad roku, w grudniu 2011, został asystentem trenera w Denver Nuggets. Spędził tam dwa sezony, po czym został asystentem trenera w Sacramento Kings.

## Osiągnięcia

### Trenerskie
- Mistrz NBA (2023 jako asystent trenera)[12]

## Życie prywatne
Ryan Bowen ma trójkę dzieci, córkę i dwóch synów ze swoją żoną Wendy. Został nagrodzony Chopper Travaglini Award za zasługi dla społeczności w Denver.